# 高岗镇
高岗镇，是中华人民共和国广东省清远市佛冈县下辖的一个乡镇级行政单位。

## 行政区划
高岗镇下辖以下地区：
高岗社区、长江村、墩下村、宝山村、高岗村、新联村、高镇村、三江村和三联村。

## 中国传统村落
2012年，社岗下村被评为首批“中国传统村落”。